# Egestorf
Egestorf is een gemeente in de Duitse deelstaat Nedersaksen. De gemeente maakt deel uit van de Samtgemeinde Hanstedt in het Landkreis Harburg. Egestorf telt 2.713 inwoners.

## Geografie , infrastructuur, economie
De gemeente ligt in het noordwestelijke gedeelte van de Lüneburger Heide, een toeristisch aantrekkelijk gebied. Het toerisme is dan ook het belangrijkste middel van bestaan.
Tot de gemeente Egestorf, die in 1972 bij een gemeentelijke herindeling tot stand kwam uit een fusie van Egerstorf met de voorheen zelfstandige gemeenten Döhle, Evendorf, Schätzendorf en Sahrendorf, behoren de volgende dorpen en gehuchten:
- Egestorf zelf (in het plaatselijke Platduitse dialect: Äsdörp)
- Döhle, 5 km ten zuidwesten van Egestorf (Platduits: Döhl)
- Evendorf (Platduits: Ebendörp), 6 km ten zuiden van Egestorf en 2 km ten zuidoosten van Döhle
- Schätzendorf (Platduits: Schätzendörp), 4 km ten noordwesten van Egestorf
- Sahrendorf (Platduits: Sohrndörp), direct ten zuiden van Schätzendorf
- Waldsiedlung Egestorf, 2 km ten zuiden van Egestorf
- enige boerderijen met eigen plaatsnaam, te weten: Sudermühlen, Wiedsal, Brocken en Tiesenberg.

Buurgemeentes van Egestorf zijn:
- Hanstedt (Nordheide)
- Garlstorf
- Gödenstorf
- Soderstorf
- Bispingen
- Undeloh

De belangrijkste verkeersader is de noord-zuidverbinding via de Autobahn A7 (Deense grens- Hamburg - Ulm - Oostenrijkse grens). Slechts 1 km ten oosten van Egestorf ligt afrit 41, en 1 km ten noorden van Evendorf, gemeente Egestorf, afrit 42 van deze autosnelweg. Nabij deze beide afritten liggen bedrijventerreinen voor het lokale midden- en kleinbedrijf van de gemeente Egestorf.
Tussen Winsen (Luhe) en Hützel, gemeente Bispingen, loopt sinds 1910 een 41 km lange lokaalspoorlijn. Op respectievelijk 10 en 7 km van Hützel liggen aan dit lijntje de stationnetjes van Egestorf en Döhle. Tot 1970 reden er passagierstreinen op deze spoorlijn, vooral voor dag- en weekendtoeristen naar de Lüneburger Heide. Sindsdien wordt de lijn alleen nog zeer incidenteel voor goederenvervoer gebruikt, terwijl er 's zomers af en toe toeristische treintjes overheen rijden, zoals de naar de typisch gevormde motorkap zo genoemde dieseltrein Ameisenbär (Miereneter).
Een goede busverbinding bestaat met buurgemeente Undeloh. Ook zijn er streekbusverbindingen met Hanstedt/Hamburg-Harburg en Salzhausen/Lüneburg. Voor toeristenvervoer rijden 's zomers extra bussen met de naam Heide-Shuttle.
Op 5 km ten westen van Döhle, voorbij Wilsede, gemeente Bispingen, ligt de Wilseder Berg, het hoogste punt van de Lüneburger Heide.

## Geschiedenis
Reeds vanaf de Midden-Steentijd was er menselijke activiteit in het gebied rondom Egestorf. Bij Döhle zijn archeologische vondsten gedaan uit de Bronstijd. Vermoedelijk heeft in de 3e, 4e of 5e eeuw het volk der Langobarden korte tijd in dit gebied gewoond. Rond de 9e eeuw lag Egestorf langs een handelsroute door de Bardengouw. Alle dorpen in de gemeente ontstonden in de middeleeuwen.

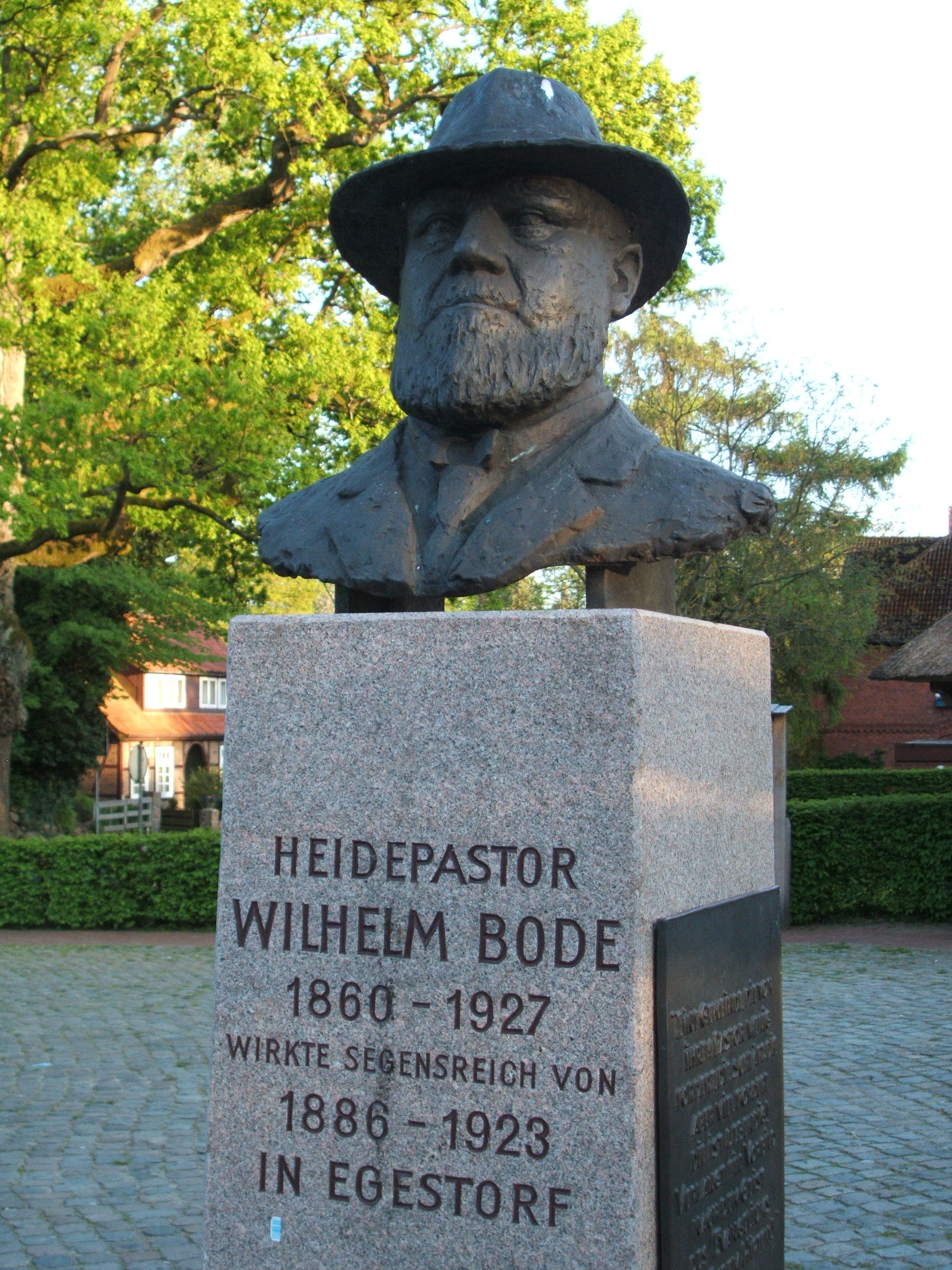
Monument Wilhelm Bode, Egestorf

Een belangrijke figuur in de geschiedenis van Egestorf en omgeving was Wilhelm Bode. Hij was een evangelisch-lutherse dominee, met Egestorf als standplaats, die vanwege zijn inspanningen voor zowel het belang van de plattelandsbevolking als voor het behoud van natuur en landschap op de Lüneburger Heide de erenaam Heidepastor verwierf. Bode stichtte coöperaties, waaronder een coöperatieve bank, een ziekenhuis te Salzhausen, een waterleidingbedrijf en een inkoopcoöperatie voor de boeren. Met financiële steun van gelijkgezinden kocht hij vanaf 1905 o.a. het heidegebied rondom de Wilseder Berg aan, dat voor de aanleg van productiebos was bestemd. Later werd dit het kerngebied voor het latere nationale park. Te Egestorf is voor hem een monument opgericht.
Vanaf de Reformatie in de 16e eeuw tot plm. 1945 was nagenoeg iedereen in de gemeente evangelisch-luthers. Na de Tweede Wereldoorlog werd Egestorf het nieuwe thuis voor veel Heimatvertriebene, uit o.a. Silezië, Oost-Pruisen en het Sudetenland verdreven Duitsers. Onder hen waren veel rooms-katholieken, waardoor een geloofsgemeenschap van die gezindte ontstond, die sinds 1964 over een eigen kerkgebouw beschikt.
Voor het overige zijn geen historische gebeurtenissen in deze gemeente van meer dan plaatselijke betekenis overgeleverd.

## Bezienswaardigheden, natuurschoon

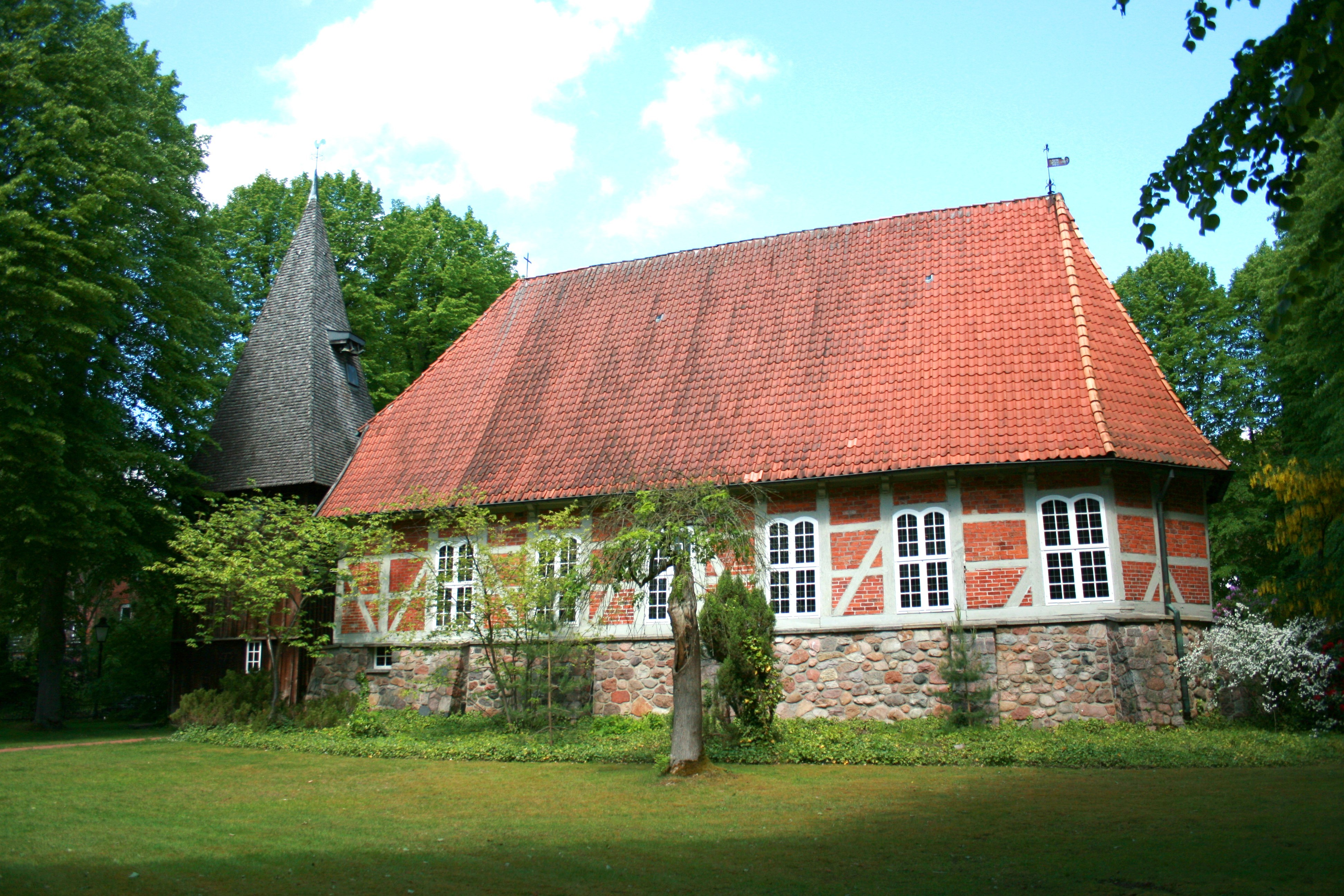
Evang.-lutherse Sint-Stefanuskerk (1645), Egestorf
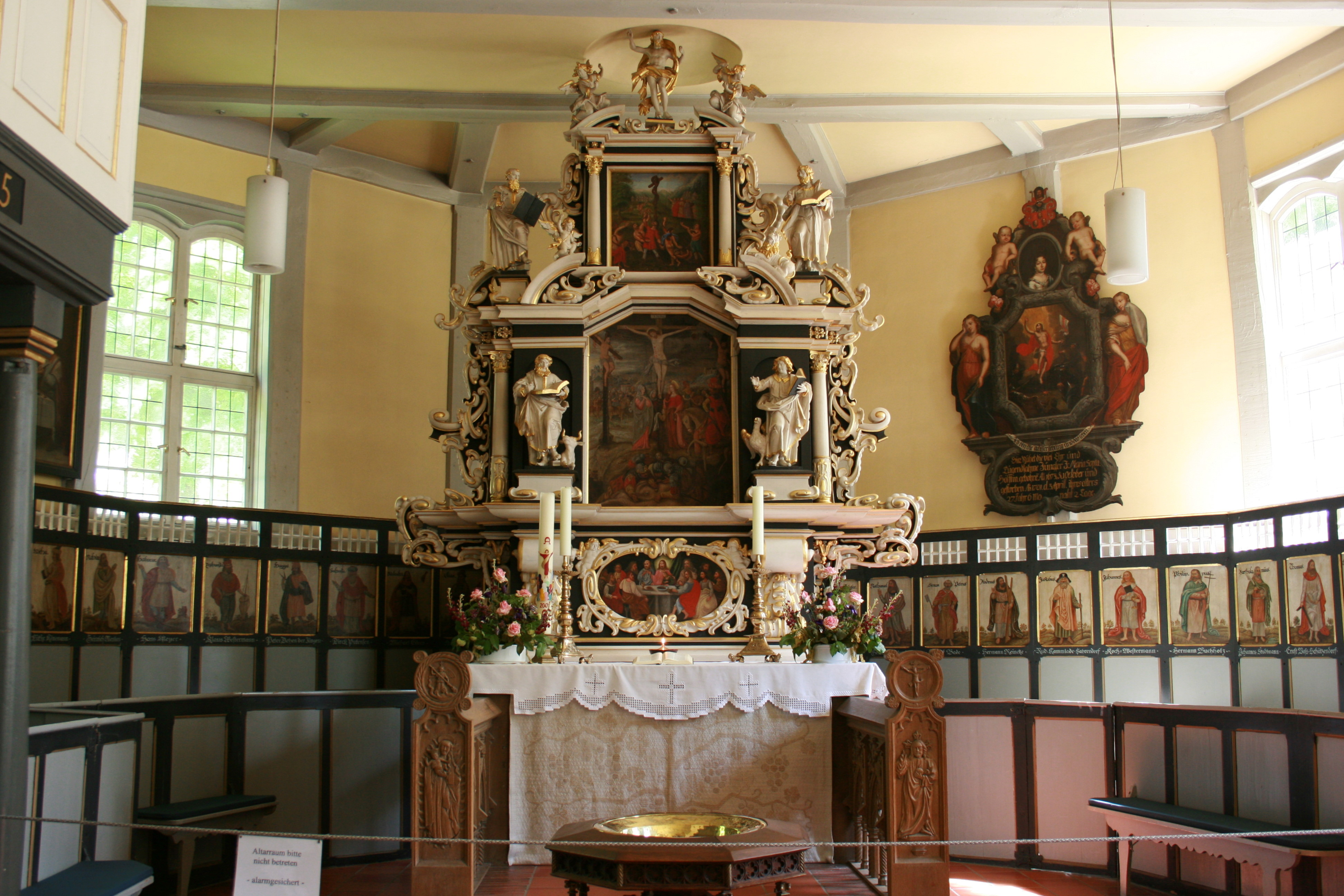
Interieur van dit kerkje, met altaar
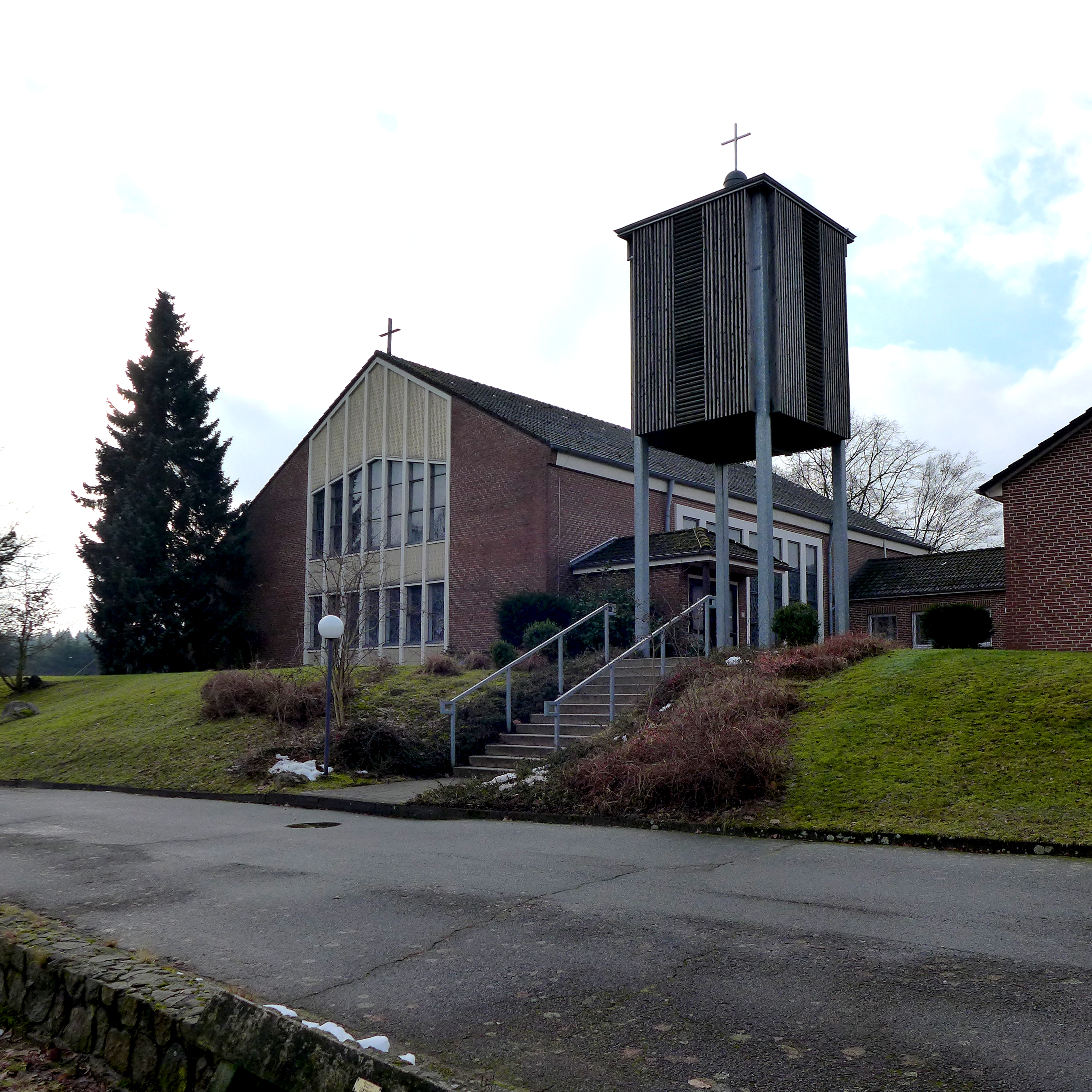
De rooms-katholieke kerk van Egestorf (1964; houten toren: 2004)
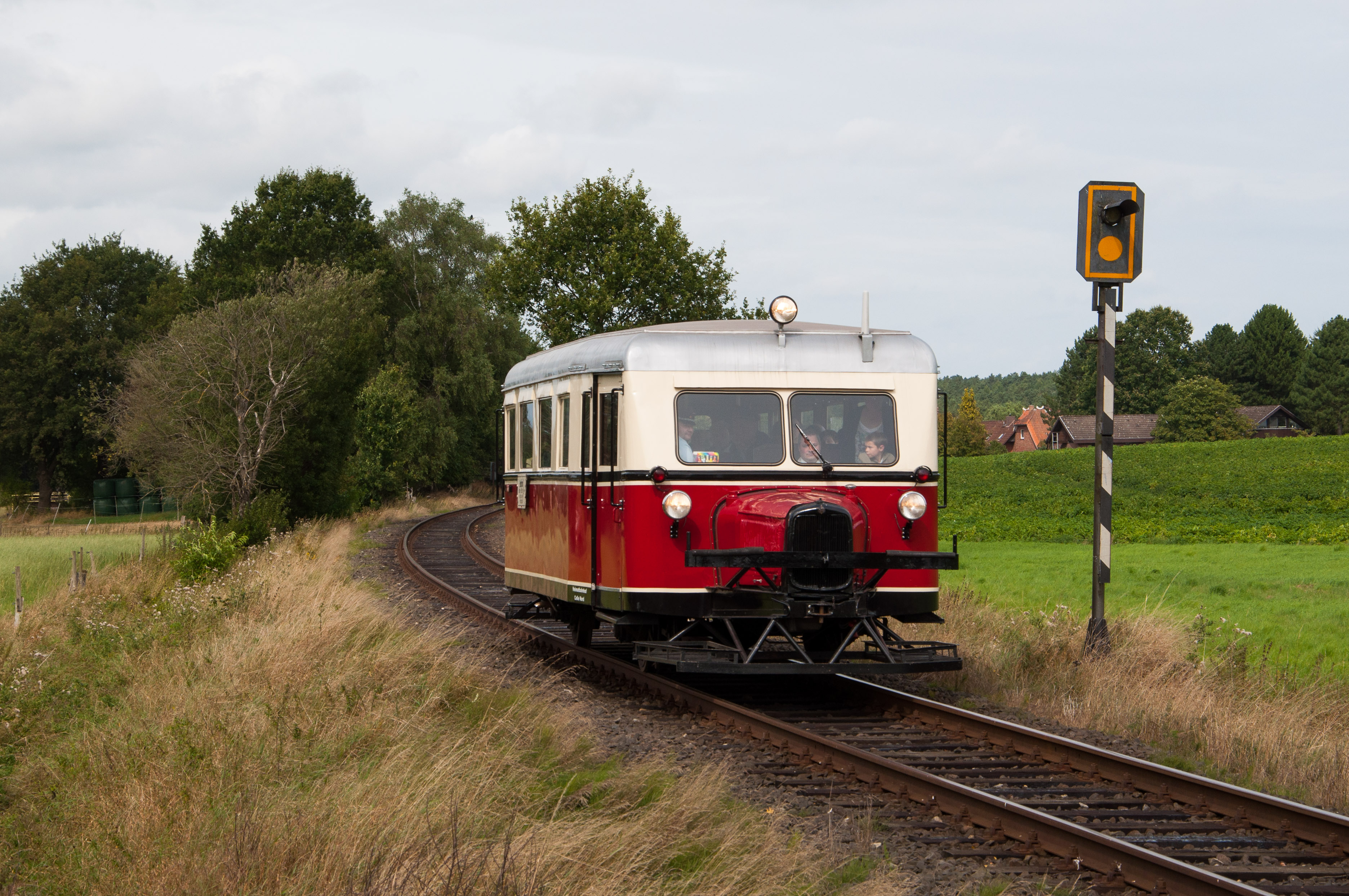
Museumspoor bij Döhle, treintje Ameisenbär

Te Egestorf en Döhle staan enige schilderachtige, oude vakwerkboerderijen met rieten dak, en het dorp Egestorf heeft ook een oud, in het dorpswapen afgebeeld kerkje met een vrijstaande klokkentoren, de evangelisch-lutherse Sint-Stefanuskerk. Er zijn in Egestorf, evenals in het naburige Undeloh veel horecabedrijven, en enkele ondernemingen, die toeristische ritten per koets organiseren. Ook is het dorp gelegen aan talrijke wandelroutes, ook voor meerdaagse tochten. Eén kilometer ten noordwesten van Egestorf ligt een groot zwembad met de naam Aquadies. Daarnaast bevindt zich een zogenaamd blotevoetenpark.
In de gemeente wordt grote waarde gehecht aan de oude dorpstradities, waaronder het plaatselijke dialect. Toneelvoorstellingen in de gemeente zijn dan ook vaak in de streektaal. In de wintermaanden vindt o.a. te Schätzendorf en Scharendorf het oude volksfeest de Faslam plaats.
In de zomermaanden kan men toeristische ritten per historische dieseltrein maken; doorgaans rijdt deze op zondag, op het baanvak Soltau - Döhle v.v..

## Bekende personen in relatie tot de gemeente
- Wilhelm Bode (* 20 oktober 1860 in Lüneburg; † 10 juni 1927 in Wilsede, gemeente Bispingen), zie boven
- Andreas Dibowski (* te Hamburg, 29 maart 1966) is een Duits ruiter gespecialiseerd in eventing; inwoner van Egestorf

- Gemeinsame Normdatei: 7621621-4
- Library of Congress Control Number: n87818631
- Nationale Bibliotheek van Israël: 987007557863505171
- Virtual International Authority File: 146674254

Appel · 
Asendorf · 
Bendestorf · 
Brackel · 
Buchholz in der Nordheide · 
Dohren · 
Drage · 
Drestedt · 
Egestorf · 
Eyendorf · 
Garlstorf · 
Garstedt · 
Gödenstorf · 
Halvesbostel · 
Handeloh · 
Hanstedt · 
Harmstorf · 
Heidenau · 
Hollenstedt · 
Jesteburg · 
Kakenstorf · 
Königsmoor · 
Marschacht · 
Marxen · 
Moisburg · 
Neu Wulmstorf · 
Otter · 
Regesbostel · 
Rosengarten · 
Salzhausen · 
Seevetal · 
Stelle · 
Tespe · 
Toppenstedt · 
Tostedt · 
Undeloh · 
Vierhöfen · 
Welle · 
Wenzendorf · 
Winsen (Luhe) · 
Wistedt · 
Wulfsen